# Rapport Nora-Minc
Le rapport Nora-Minc est un rapport sur l'informatisation de la société, publié en février 1978 par Simon Nora et Alain Minc. Dans ce rapport sont inventés le mot et le concept de télématique et le lancement du réseau Minitel y est préfiguré.

## Description
Le rapport est un succès d'édition. Il répond à une demande du président de la République, Valéry Giscard d'Estaing, sur les moyens de « faire progresser la réflexion sur les moyens de conduire l'informatisation de la société », dans un contexte de crise économique. Il prend acte de la révolution informatique en cours (explosion de la micro-informatique) et définit la télématique comme « imbrication croissante des ordinateurs et des télécommunications » (p. 11).
Il dénombre trois défis : télématique et nouvelle croissance ; télématique et nouveaux jeux de pouvoirs ; télématique et indépendance nationale.
Et trois points d'appui : le pôle des télécommunications ; l'État et les autres acteurs du jeu informatique ; l'informatisation de l'administration.
Gérard Théry, patron de la Direction générale des Télécommunications, s'est appuyé sur ce rapport pour récolter un financement pour le réseau X.25, qui a conduit au choix du Minitel et au retard pris par la France dans le domaine de l'Internet. Alain Minc l'a reconnu ultérieurement en déclarant : « Nous nous sommes trompés parce que nous n'avions pas prévu l'arrivée des mini-ordinateurs et encore moins celle de la micro-informatique individuelle ».